# Alex Hofmann (Rennfahrer)

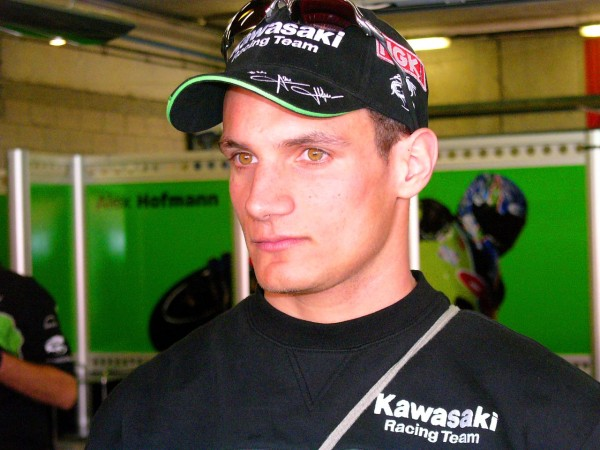
Alex Hofmann (2005)

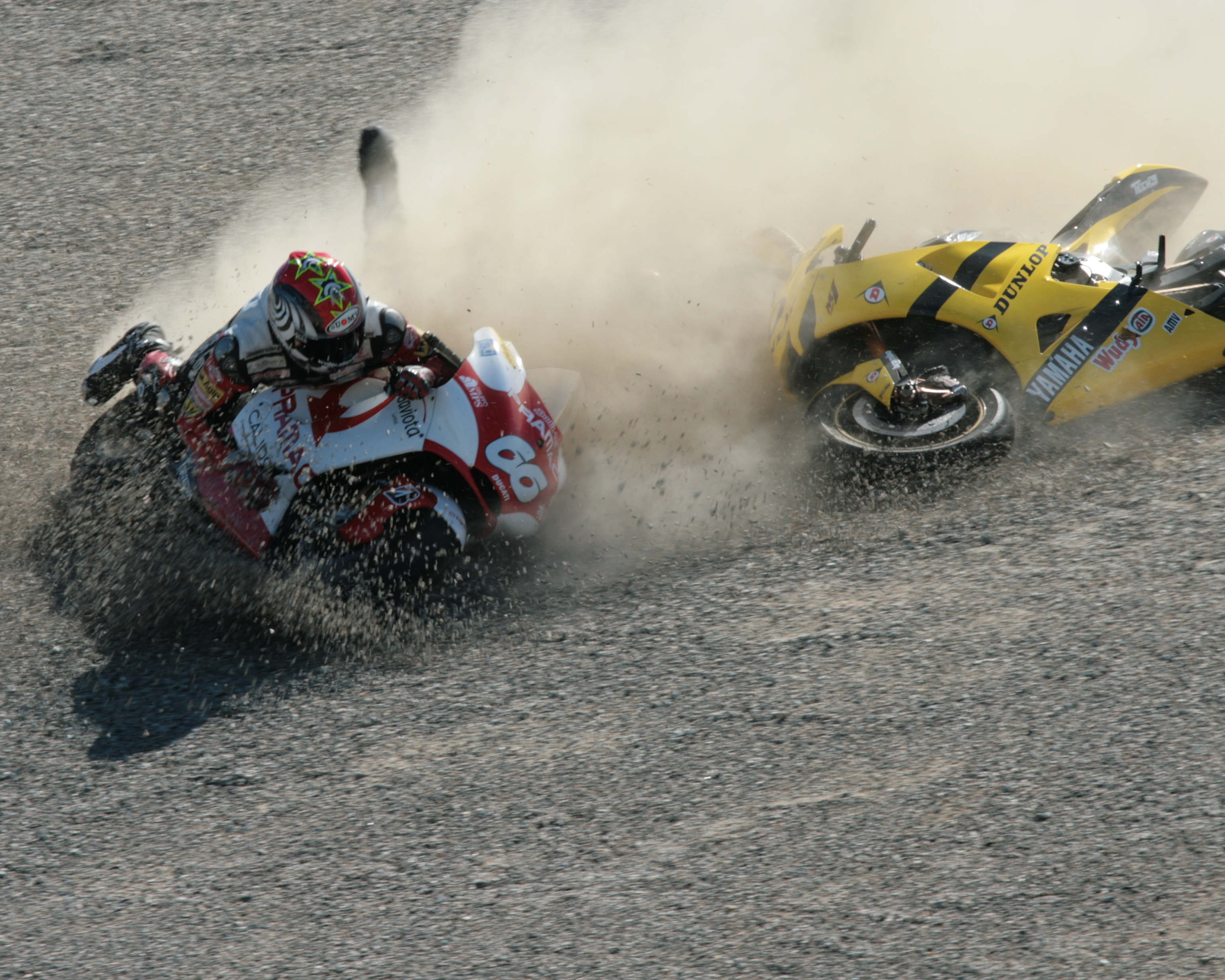
Hofmanns Unfall in Laguna Seca 2007

Alexander „Alex“ Hofmann (* 25. Mai 1980 in Mindelheim) ist ein ehemaliger deutscher Motorradrennfahrer und TV-Moderator.
Er ist der erste deutsche Motorradrennfahrer, dem es gelang, in seinem ersten Jahr auf einem 250-cm³-Motorrad im Straßenrennsport im selben Jahr Deutscher Meister (10 Rennen, 10 Siege) und Europameister zu werden. In Anlehnung an sein Jugendvorbild Loris Capirossi startete er mit der Startnummer 66.

## Karriere
Alex Hofmann debütierte als Wildcard-Pilot mit einem 14. Platz beim Großen Preis von Deutschland 1997 auf einer 125-cm³-Yamaha in der Motorrad-Weltmeisterschaft. 1998 gewann er sowohl die Deutsche als auch die Europameisterschaft in der 250-cm³-Klasse. Beim Viertelliter-Grand-Prix von Deutschland wurde Hofmann in diesem Jahr Zehnter.
Von Saison 1999 bis Saison 2001 startete er zunächst auf TSR-Honda und später auf Aprilia permanent in der 250er-Weltmeisterschaft. Der zwölfte Gesamtrang 2001 war dabei sein bestes Resultat.
In der Saison 2002 debütierte Alex Hofmann im Red Bull Yamaha WCM-Team als Ersatzfahrer für Garry McCoy in der MotoGP-Klasse. Im weiteren Saisonverlauf ersetzte er bei zwei Rennen den verletzten Loris Capirossi im West-Honda-Pons-Team von Sito Pons.
Von Saison 2003 bis Saison 2005 startete Hofmann in der MotoGP-Klasse für das Kawasaki-Werksteam. 2006 und 2007 fuhr er auf Ducati für das Pramac-d’Antin-Team.
In der Saison 2007 zeigte Hofmann anfangs gute Leistungen, beim verregneten Großen Preis von Frankreich gelang ihm mit Rang fünf das beste Resultat in seiner WM-Karriere. Am 20. Juli 2007, im Training zum Grand Prix der USA in Laguna Seca, wurde er schuldlos von Sylvain Guintoli gerammt und zog sich dabei einen offenen Bruch der linken Hand zu. Hofmann musste ins Krankenhaus eingeliefert und drei Stunden lang operiert werden. Nach mehrwöchiger Pause kehrte er zum Rennen in San Marino zurück, konnte aber an seine guten Resultate der ersten Saisonhälfte nicht anknüpfen.
Beim Großen Preis von Portugal, am 16. September 2007, musste Hofmann wegen eines Problems am Motorrad aus der Boxengasse starten und fuhr daraufhin dem Feld hinterher. Nach einigen Runden stellte er seine Maschine mit der Begründung, er könnte sich nicht motivieren, um die letzten Positionen zu kämpfen, in der Box ab. Daraufhin wurde er vom D'Antin-Team wegen Arbeitsverweigerung noch in der Nacht entlassen. Anschließend klagte er auf Wiedereinstellung, um die Saison 2007 noch beenden zu können. Die Angelegenheit wurde schließlich außergerichtlich geregelt. Alex Hofmann ließ die Klage fallen, und im Gegenzug erklärte sich das Team bereit, die Aussagen in Bezug auf die Arbeitsverweigerung zu relativieren.
Nachdem für Hofmann in der Saison 2008 kein Platz auf einem MotoGP-Motorrad verfügbar war, engagierte ihn Aprilia als Entwicklungs- und Testfahrer für das neue Superbike RSV4. Bei entsprechenden Leistungen war geplant, dass er ab 2009 als Aprilia-Werksfahrer in der Superbike-Weltmeisterschaft starten sollte. Diese Hoffnung wurde ihm aber genommen, als Shin’ya Nakano, der aus der MotoGP-Klasse in die Superbike-WM wechselte, einen Vertrag bei Aprilia erhielt und 2009 an der Seite von Max Biaggi für die Italiener startete. Der Deutsche blieb weiterhin Testfahrer für den Hersteller aus Noale. Nachdem sein Vertrag ausgelaufen war, wechselte er 2015 zu KTM, um dort als Testfahrer den Einstieg des Unternehmens in die MotoGP 2017 mit vorzubereiten.

## TV-Kommentator
Von 2009 bis 2014 arbeitete Alex Hofmann außerdem beim TV-Sender Sport1 als Co-Kommentator neben Edgar Mielke sowie später als Moderator und Interviewer bei den Motorrad-WM-Übertragungen. Mit der Rückkehr der Motorrad-WM zu Eurosport zur Saison 2015 wechselte auch Alex Hofmann und war dort ebenfalls als Reporter aus der Boxengasse tätig. Bereits im Frühjahr des Folgejahres löste er sich wieder vom Sender mit der Begründung, seine Berichterstattung sei geprägt durch technische und personelle Rückschritte.
Seit 2016 arbeitet Hofmann für ServusTV als Renn-Experte und co-kommentiert an der Seite von Christian Brugger die Rennen der Motorrad-Weltmeisterschaft. Häufig wird er aufgrund seiner Fremdsprachenkenntnisse im Starterfeld eingesetzt und interviewt die Fahrer unmittelbar vor dem Start. Als weiterer Co-Kommentator und Ersatzmann für Hofmann fungiert Stefan Bradl.
Gelegentlich kam Hofmann auch bei Übertragungen der Formel 1 beim deutschen TV-Sender RTL als Vertretung von Florian König zum Einsatz.
Hofmann ist verheiratet und Vater zweier Kinder. Er spricht neben seiner Muttersprache Deutsch noch fließend Englisch, Spanisch, Italienisch und Französisch.

## Statistik

### Erfolge
- 1998 – 250-cm³-Europameister auf Honda
- 1998 – Deutscher 250-cm³-Meister auf Honda

### Ehrungen
- ADAC Junior-Motorsportler des Jahres: 1998

### In der Motorrad-Weltmeisterschaft
| Saison | Klasse              | Team                 | Motorrad               | Rennen | Siege | Zweiter | Dritter | Poles | Schn. Rennrunden | Punkte | Ergebnis |
| ------ | ------------------- | -------------------- | ---------------------- | ------ | ----- | ------- | ------- | ----- | ---------------- | ------ | -------- |
| 1997   | 125 cm³             |                      | Yamaha TZ 125          | 1      | –     | –       | –       | –     | –                | 2      | 28.      |
| 1998   | 250 cm³             |                      | Honda NSR 250          | 1      | –     | –       | –       | –     | –                | 6      | 29.      |
| 1999   | 250 cm³             | Racing Factory       | Honda NSR 250          | 16     | –     | –       | –       | –     | –                | 51     | 16.      |
| 2000   | 250 cm³             | Racing Factory       | Aprillia RSV 250       | 9      | –     | –       | –       | –     | –                | 12     | 25.      |
| 2001   | 250 cm³             | Racing Factory       | Aprillia RSV 250       | 15     | –     | –       | –       | –     | –                | 55     | 12.      |
| 2002   | MotoGP              | Red Bull Yamaha WCM  | Yamaha YZR 500         | 2      | –     | –       | –       | –     | –                | 5      | 22.      |
| 2002   | MotoGP              | West Honda Pons      | Honda NSR 500          | 2      | –     | –       | –       | –     | –                | 6      | 22.      |
| 2002   | Gesamtergebnis 2002 | Gesamtergebnis 2002  | Gesamtergebnis 2002    | 4      | –     | –       | –       | –     | –                | 11     | 22.      |
| 2003   | MotoGP              | Kawasaki Racing Team | Kawasaki Ninja ZX-RR   | 5      | –     | –       | –       | –     | –                | 8      | 23.      |
| 2004   | MotoGP              | Kawasaki Racing Team | Kawasaki Ninja ZX-RR   | 16     | –     | –       | –       | –     | –                | 51     | 15.      |
| 2005   | MotoGP              | Kawasaki Racing Team | Kawasaki Ninja ZX-RR   | 10     | –     | –       | –       | –     | –                | 24     | 19.      |
| 2006   | MotoGP              | Pramac d’Antin       | Ducati Desmosedici GP5 | 14     | –     | –       | –       | –     | –                | 23     | 17.      |
| 2006   | MotoGP              | Ducati Marlboro Team | Ducati Desmosedici GP6 | 3      | –     | –       | –       | –     | –                | 7      | 17.      |
| 2006   | Gesamtergebnis 2006 | Gesamtergebnis 2006  | Gesamtergebnis 2006    | 17     | –     | –       | –       | –     | –                | 30     | 17.      |
| 2007   | MotoGP              | Pramac d’Antin       | Ducati Desmosedici GP7 | 12     | –     | –       | –       | –     | –                | 65     | 13.      |
| Gesamt | Gesamt              | Gesamt               | Gesamt                 | 106    | 0     | 0       | 0       | 0     | 0                | 315    |          |

### In der Superbike-Weltmeisterschaft
| Saison | Team                 | Motorrad        | Rennen | Siege | Zweiter | Dritter | Poles | chn. Rennrunden | Punkte | Ergebnis |
| ------ | -------------------- | --------------- | ------ | ----- | ------- | ------- | ----- | --------------- | ------ | -------- |
| 2002   | Kawasaki Racing Team | Kawasaki ZX-7RR | 2      | –     | –       | –       | –     | –               | 4      | 34.      |
| Gesamt | Gesamt               | Gesamt          | 2      | 0     | 0       | 0       | 0     | 0               | 4      |          |